# ناحیه نیسپورنی
ناحیه نیسپورنی (به لاتین: Nisporeni District) یک منطقهٔ مسکونی در مولداوی است که در مولداوی واقع شده‌است. ناحیه نیسپورنی ۶۳۰ کیلومتر مربع مساحت و ۵۳٬۱۵۴ نفر جمعیت دارد و ۴۳۰ متر بالاتر از سطح دریا واقع شده‌است.